# Feel the need in me
Feel the need in me is een lied geschreven door Abrim Tilson. Het werd onder meer opgenomen door:
- The Detroit Emeralds
- Albert King (1977)
- Forrest met Ben Liebrand (1983) en
- Shakin' Stevens (1988).

## Detroit Emeralds
Feel the need in me is een single van Detroit Emeralds. Het is afkomstig van hun album You want it, you got it. De band bestond uit vier broers Abrim, Ivory, Cleophus en Raymond Tilmon. Ze kwamen oorspronkelijk niet uit Detroit, maar uit Little Rock (Arkansas).
Feel the need in me werd geschreven door Abrim Tilmon. Het eigenaardige aan deze soulplaat is dat hij in het thuisland Verenigde Staten nauwelijks scoorde; het bleef in 1973 buiten de Billboard Hot 100. In de gelieerde soullijst haalde het “slechts” plaats 22. De B-kant There’s a love for me somewhere kwam ook uit de pen van Abrim Tilmon. Muziekproducent Katouzzion is alleen bekend van deze zanggroep.

### Hitnotering
In het Verenigd Koninkrijk stond het vijftien weken in de UK Singles Chart met als hoogste notering plaats 4. In de Verenigde Staten kwam een heruitgave uit 1977 toch nog in de singlelijst, maar kwam toen ook niet verder dan plaats 90. in het VK stond het opnieuw elf weken genoteerd met als hoogste plaats 12.

#### Nederlandse Top 40
| Positie: | 27 | 14 | 13 | 12 | 16 | 26 | 22 | 20 | 35 | 39 | 40 | uit |

#### NederlandseDaverende 30
| Positie: | 19 | 12 | 10 | 11 | 17 | 20 | 20 | 19 | 30 | uit |

#### Radio Noordzee Top 50
Radio Noordzee International riep het plaatje uit tot treiterschijf.
| Positie: | 36 | 21 | 19 | 12 | 12 | 11 | 11 | 13 | 14 | 24 | 36 | 36 | 47 | uit |

#### BelgischeBRT Top 30
| Positie: | 16 | - | - | 28 | 15 | 29 | 29 | uit |

#### VlaamseUltratop 30
| Positie: | 29 | 28 | 24 | 28 | uit |

#### NPO Radio 2 Top 2000
Feel the need in me stond alleen in 1999 in de NPO Radio 2 Top 2000, op plek 1724.

## Forrest Thomas
Forrest Thomas, een Amerikaans/Nederlands zanger, nam onder leiding van muziekproducenten John Tilly en Ben Liebrand zijn versie op. De titel werd ingekort tot Feel the need en scoorde daar net zo goed mee als de Detroit Emeralds. Uiteraard bleef het succes wel beperkt tot Nederland en België.

### Hitnotering

#### Nederlandse Top 40
| Positie: | 34 | 25 | 25 | 33 | uit |

#### Nationale Hitpararde Top 50
| Positie: | 25 | 28 | 20 | 25 | 25 | 30 | 47 | uit |

#### BelgischeBRT Top 30
| Positie: | 14 | 20 | 20 | 18 | 12 | 15 | 17 | uit |

#### VlaamseUltratop 30
| Positie: | 40 | 16 | 16 | 17 | 21 | 18 | 18 | 26 | uit |